# Ferocactus rectispinus
Ferocactus rectispinus – podgatunek ferokaktusa Ferocactus emoryi. Pochodzi z Meksyku.

## Morfologia i biologia
Ciemnozielony, przekraczający 2 m wysokości i 60 cm średnicy sukulent. Ma 24 lub więcej prostych, brodawkowatych żeber. Z areoli wyrastają białe szczecinki oraz 7–9 czerwonawych cierni bocznych, dł. 3–6 cm i jeden dłuższy cierń środkowy. Kaktus kwitnie latem, jego kwiaty są dzienne, żółte.

## Uprawa
Wymaga pełnego nasłonecznienia i temperatury powyżej 10 °C.